# Verma Panton
Verma Wevlyn Panton (17 tháng 4 năm 1936 - 18 tháng 1 năm 2015) là một kiến trúc sư người Jamaica, nữ kiến trúc sư đầu tiên của Anglo- Caribbean.

## Tiểu sử
Panton sinh ngày 17 tháng 4 năm 1936 tại St. Elizabeth, Jamaica và Laura Louise (nhũ danh Walker) và Vernon George Panton. Verma có hai chị em: Faith (Baba) Panton và Sheila C Panton và một anh trai Cedrick Landale Leroy Panton. Faith chết vì ung thư vào ngày 31 tháng 10 năm 1991 tại một viện dưỡng lão ở Santa Monica, CA Hoa Kỳ. Faith và Sheila chưa bao giờ kết hôn và không có con. Verma có hai cháu trai: Cedric Vernon Panton và Corrado L Panton, và một cháu gái Brenda Panton. Bà học tiểu học tại Trường tiểu học Claremont và sau đó đến cả trường trung học Carvalho và trường trung học Ardenne ở Jamaica. Sau khi hoàn thành giáo dục trung học, bà đã làm việc 1956-1958 như một trợ lý Thanh tra đất đai tại Khoa Khảo sát, khi bà giành được một học bổng của chính phủ để tiếp tục giáo dục của mình. Panton theo học trường kiến trúc của Đại học McGill tại Montreal, Quebec, Canada tốt nghiệp với tư cách là nữ kiến trúc sư đầu tiên ở Jamaica cũng như ở Tây Ấn.
Trở về Jamaica vào năm 1964, Panton trở thành Kiến trúc sư dự án cho Bộ Giáo dục cho đến năm 1968, khi bà gia nhập với tư cách là Đối tác liên kết với công ty McMorris, Sibley, Robinson (MSR). Năm 1974, bà chủ trì ủy ban tổ chức Hội nghị Kiến trúc sư Liên bang Pan American. Panton rời MSR vào năm 1982 và trở thành Đối tác và Giám đốc của Công ty Phát triển Landmark, nơi bà ở lại trong hai năm tiếp theo, rời đi vào năm 1984 để mở thực hành của riêng mình. Bà là một trong những thành viên sáng lập của Ủy ban đăng ký kiến trúc sư người Jamaica được thành lập năm 1987 và phục vụ trong nhiều năng lực lãnh đạo khác nhau.
Panton đã nhận được nhiều giải thưởng cho công việc của mình, bao gồm cả danh dự trong hai cuộc thi thiết kế nhà ở cho người thu nhập thấp: sự kiện năm 1967 được tài trợ bởi Wood Preservation Co. Ltd. Năm 1985, bà được vinh danh với Chứng nhận Công nhận Người phụ nữ tiên phong về Kiến trúc và Thành tựu nổi bật trong lĩnh vực Kiến trúc. Viện Kiến trúc sư Jamaica công nhận 20 năm phục vụ của bà vào năm 1987.
Panton qua đời vào ngày 18 tháng 1 năm 2015 tại Jamaica.

## Công trình
- Trung tâm cộng đồng Gordon Town
- Tòa nhà Ngân hàng Công nhân, Mùa xuân không đổi, Jamaica
- Tòa nhà thực vật học tại Đại học West Indies, Mona, Jamaica
- D. Tòa nhà bảo hiểm Mair trên Knutsford Blvd., Kingston, Jamaica
- Phục hồi Tòa án Cây nửa đường cũ